# Kabinda (province de Lomami)
Pour les articles homonymes, voir Kabinda.
Kabinda est une localité, chef-lieu de la province de Lomami en république démocratique du Congo.

## Géographie
La localité est située sur la route nationale 2 à 1 400 km à l'est de Kinshasa.

## Histoire
En 2015, la ville anciennement chef-lieu de district de la province historique du Kasaï-Oriental devient chef-lieu de la nouvelle province de Lomami. Le kisongye est la langue principale dans cette ville. 

## Administration
La ville de Kabinda est divisée en quatre communes de moins de 80 000 électeurs :
- Kabondo, (7 conseillers municipaux)
- Kabuelabuela, (7 conseillers municipaux)
- Kajiba, (7 conseillers municipaux)
- Mudingyi, (7 conseillers municipaux)

## Population
Le recensement date de 1984, l'accroissement annuel de la population est estimé à 7,09,.
| 1984   | 2004    | 2012    |
| ------ | ------- | ------- |
| 24 789 | 126 723 | 219 154 |

## Transports
- Route nationale 2
- Aéroport de Tunta, (IATA: KBN, ICAO: FZWT)

## Situation
La ville de Kabinda est localisée au cœur de la République Démocratique du Congo (RDC), à environ 150 kilomètres à l'est de Mbuji-Mayi, qui est le centre économique régional. Kabinda se distingue comme l'un des districts les plus éprouvés par les conflits armés congolais. Cette situation de vulnérabilité avait déjà prévalu entre 1999 et 2002, et des appréhensions quant à de nouveaux épisodes de violence persistent actuellement.
L'accès à Kabinda depuis Kinshasa se fait par voie aérienne jusqu'à Mbuji-Mayi, avec des vols quasiment quotidiens d'une durée approximative de 1h30. De Mbuji-Mayi, il est nécessaire de poursuivre par une piste dénommée Nationale 2, adaptée aux véhicules tout-terrain. Les 160 kilomètres séparant Mbuji-Mayi de Kabinda peuvent nécessiter entre 5 et 24 heures de trajet, en fonction des conditions saisonnières. Ainsi, Kabinda demeure une localité enclavée et isolée.